# Frankenblick
Frankenblick es un municipio situado en el distrito de Sonneberg, en el estado federado de Turingia (Alemania), a una altitud de 400 metros. Su población a finales de 2016 era de unos 6000 habitantes y su densidad poblacional, 100 hab/km².
Se encuentra ubicado al sureste de la ciudad de Suhl y su término municipal es limítrofe con el estado de Baviera.

## Localidades
El municipio fue fundado el 1 de enero de 2012 mediante la fusión de los antiguos municipios de Effelder-Rauenstein y Mengersgereuth-Hämmern. Su capital es el pueblo de Effelder. El municipio comprende las siguientes localidades:
- Döhlau
- Effelder (con Blatterndorf)
- Grümpen
- Meschenbach
- Rabenäußig (con Fichtach, Hohetann y Melchersberg)
- Rauenstein
- Rückerswind
- Seltendorf (con Welchendorf)
- Mengersgereuth-Hämmern (con Schichtshöhn, Forschengereuth, Mengersgereuth y Hämmern)